# Apocalipsis de Adán
El Apocalipsis de Adán, descubierto en Nag Hammadi, es un tratado setiano que forma parte de la literatura apocalíptica que data de los siglos I y II d. C.. Según algunos estudios, originalmente estaban escritos en semítico, siendo después traducidos al griego y finalmente al copto.

## Contenido
Adán en su septuacentésimo año le dice a Set que aprenda la palabra del conocimiento del Dios eterno de Eva y que tanto él como Eva eran, de hecho, más poderosos que su supuesto creador. Pero que el conocimiento estuvo perdido tras la caída cuando el subcreador - el Demiurgo - separó a Eva y Adán. Adán narra cómo tres desconocidos misteriosos provocaron el engendro de Set y, por lo tanto, la preservación de este conocimiento. Luego, Adán profetiza por completo los intentos del dios subcreador de destruir a la humanidad, incluida la profecía del gran Diluvio y el intento de destrucción por fuego, pero al final aparecerá un Iluminador.  Cuando llega el Iluminador, trece reinos proclaman trece leyendas de nacimiento diferentes pero conflictivas sobre el Iluminador;  solo la "generación sin rey", sin embargo, proclama la verdad.